# Arthur Duncombe (amiral)
Pour les articles homonymes, voir Duncombe.
Arthur Duncombe (24 mars 1806 - 6 février 1889) est un commandant de la marine britannique et un homme politique conservateur.

## Biographie
Duncombe est le fils cadet de Charles Duncombe (1er baron Feversham) et de sa femme Charlotte, fille de William Legge (2e comte de Dartmouth).
Duncombe sert dans la Royal Navy et atteint le grade d'amiral. En dehors de sa carrière navale, il siège également en tant que député pour East Retford entre 1830 et 1831 et 1835 et 1852 et pour l'East Riding of Yorkshire entre 1852 et 1868. Il sert dans le gouvernement conservateur de 1852 du comte de Derby en tant que quatrième lord de la marine.
Duncombe vit à Kilnwick Percy Hall à Pocklington dans le Yorkshire de l'Est. Il est haut shérif du Yorkshire pour 1874-1875.
Il épouse Delia, fille de John Wilmer Field, en 1836. Leur fils aîné, Charles Wilmer Duncombe, est major-général dans l'armée, leur deuxième fils Arthur Duncombe est aussi un homme politique ; tandis que leur quatrième et plus jeune fils George Augustus Duncombe est créé baronnet en 1919. Après la mort de Delia en 1873, il épouse Jane Maria, fille de James Walker, 1er baronnet. La deuxième épouse de Duncombe est décédée en août 1917. Il meurt lui-même en février 1889, à l'âge de 82 ans.